# Golfo del Mezen'
Il golfo del Mezen' (in russo Мезе́нская губа́, Mezenskaja gubà) è una insenatura situata nella parte nordorientale del mar Bianco, a est del canale del mar Bianco detto Gorlo, lungo le coste della Russia europea settentrionale (oblast' di Arcangelo e Circondario Autonomo dei Nenec).
Il golfo del Mezen' bagna ad occidente la penisola di Kanin; ha una lunghezza di 105 km per una larghezza di 97, mentre la profondità è molto ridotta, oscillando fra i 5 e i 25 metri. All'imboccatura del golfo si trova la piccola isola Moržovec.
Nel golfo del Mezen' hanno le loro foci i fiumi Mezen' e Kuloj; i principali centri urbani situati lungo le sue coste sono Mezen', Čiža e Kojda.